# Big Brother 1 (Estados Unidos)
Big Brother 1 foi a temporada de estreia do reality show americano Big Brother. Baseou-se no programa holandês do mesmo nome, que ganhou notoriedade em 1999 e 2000. Estreou em 5 de julho de 2000 e durou um total de 12 semanas, sendo Eddie McGee coroado o vencedor e Josh Souza, o vice-campeão.
O programa girava em torno de dez estranhos que viviam em uma casa, sem comunicação com o mundo exterior. Eles eram filmados constantemente durante seu tempo na casa, e não eram autorizados a se comunicar com aqueles que os filmavam. Todas as outras semanas, cada concorrente, referido como "HouseGuests", escolhia duas pessoas para serem nomeadas. As duas ou mais pessoas com mais votos deixariam a casa. Os espectadores então decidiriam qual dos candidatos deve sair. Este processo continuava até que apenas três participantes permanecessem, altura em que os espectadores decidiriam qual deles ganharia o prêmio de $ 500,000.

## Desenvolvimento
A primeira temporada do Big Brother possuiu dois apresentadores, Julie Chen como apresentador principal e Ian O'Malley como co-apresentador. O elenco foi revelado durante a estreia: William, um membro do Partido dos Panteras Negras, Jamie, Miss Washington, Curtis e Josh eram modelos. Jean Jordan tinha sido dançarino antes de entrar a casa, enquanto Karen e George eram casados. Cassandra e William eram ambos afro-americanos.
A primeira temporada do Big Brother estreou em 5 de julho de 2000. A estreia foi filmada em 4 de julho de 2000. A série era exibida inicialmente em cinco noites por semana, embora um sexto episódio tenha sido adicionado no cronograma. A adição de um sexto episódio por semana causou a mudança do episódio de banimento ao vivo para quarta-feira em vez de quinta. Quatro desses episódios eram episódios de recapitulação diária de meia hora, enquanto um episódio era uma recapitulação semanal; O sexto episódio era o banimento ao vivo. Durante o despedimento ao vivo, o participante que saía da casa foi sujeito a uma entrevista com o apresentador Julie Chen. A primeira temporada teve um total de 67 episódios. Esta temporada durou um total de 88 dias. A música tema da série, conhecida como "Live", foi interpretada por Jonathan Clarke.

## Histórico
| Eddie                   | Jordan William            | Curtis Jordan            | Curtis Jamie            | Curtis Jamie                                | Cassandra Curtis            | George Jamie              | Curtis Jamie            | Vencedor (Dia 87)       | 17 |  |  |  |  |  |  |
| Josh                    | Brittany Curtis           | Curtis, George           | Curtis Karen            | Cassandra Curtis                            | Cassandra Curtis            | Curtis George             | Curtis Jamie            | Segundo lugar (Dia 87)  | 10 |  |  |  |  |  |  |
| Curtis                  | Karen William             | Eddie Karen              | Eddie Josh              | Eddie Josh                                  | Eddie George                | Eddie George              | Eddie Josh              | Terceiro lugar (Dia 87) | 18 |  |  |  |  |  |  |
| Jamie                   | Jordan William            | Curtis Eddie             | Josh Karen              | Eddie George                                | Cassandra Eddie             | Eddie George              | Eddie Josh              | Eliminado (Dia 85)      | 7  |  |  |  |  |  |  |
| George                  | Jordan William            | Curtis Jordan            | Cassandra Josh          | Brittany Josh                               | Curtis Josh                 | Curtis Jamie              | Eliminado (Dia 78)      | Eliminado (Dia 78)      | 9  |  |  |  |  |  |  |
| Cassandra               | Brittany Eddie            | Eddie Jordan             | Brittany Karen          | Brittany George                             | Eddie Jamie                 | Eliminado (Dia 71)        | Convidada (Dia 81)      | Eliminado (Dia 71)      | 8  |  |  |  |  |  |  |
| Brittany                | Jordan William            | Curtis Jordan            | Cassandra Josh          | Cassandra George                            | Eliminado (Dia 57)          | Eliminado (Dia 57)        | Eliminado (Dia 57)      | Eliminado (Dia 57)      | 6  |  |  |  |  |  |  |
| Karen                   | Jordan William            | Curtis Jordan            | Cassandra Josh          | Eliminado (Dia 43)                          | Eliminado (Dia 43)          | Eliminado (Dia 43)        | Eliminado (Dia 43)      | Eliminado (Dia 43)      | 7  |  |  |  |  |  |  |
| Jordan                  | Eddie Karen               | Eddie Karen              | Eliminado (Dia 29)      | Eliminado (Dia 29)                          | Eliminado (Dia 29)          | Eliminado (Dia 29)        | Eliminado (Dia 29)      | Eliminado (Dia 29)      | 10 |  |  |  |  |  |  |
| William                 | Brittany Eddie            | Eliminado (Dia 16)       | Eliminado (Dia 16)      | Eliminado (Dia 16)                          | Eliminado (Dia 16)          | Eliminado (Dia 16)        | Eliminado (Dia 16)      | Eliminado (Dia 16)      | 6  |  |  |  |  |  |  |
|                         |                           |                          |                         |                                             |                             |                           |                         |                         |    |  |  |  |  |  |  |
| Marcado para Eliminação | Jordan William            | Curtis Jordan            | Cassandra Josh Karen    | Brittany Cassandra Curtis Eddie George Josh | Cassandra Curtis Eddie      | Curtis Eddie George Jamie | Curtis Eddie Jamie Josh | Curtis Eddie Josh       |    |  |  |  |  |  |  |
| Eliminados              | William 73% para eliminar | Jordan 78% para eliminar | Karen 76% para eliminar | Brittany 34% para eliminar                  | Cassandra 46% para eliminar | George 51% para eliminar  | Jamie ??% para eliminar | Curtis 13% para ganhar  |    |  |  |  |  |  |  |
| Eliminados              | William 73% para eliminar | Jordan 78% para eliminar | Karen 76% para eliminar | Brittany 34% para eliminar                  | Cassandra 46% para eliminar | George 51% para eliminar  | Jamie ??% para eliminar | Josh 28% para ganhar    |    |  |  |  |  |  |  |
| Eliminados              | William 73% para eliminar | Jordan 78% para eliminar | Karen 76% para eliminar | Brittany 34% para eliminar                  | Cassandra 46% para eliminar | George 51% para eliminar  | Jamie ??% para eliminar | Eddie 59% para ganhar   |    |  |  |  |  |  |  |

- ↑Nota 1 :Cassandra e Karen teve três indicações cada, Josh tinha cinco anos. Devido ao empate, três foram HouseGuests "Marcado para eliminação".
- ↑Nota 2 :Houve um empate de cinco posições entre a Bretanha, Cassandra, Curtis, Eddie, e Josh cada um recebendo dois votos de cada candidatura. George recebeu três votos nomeação. Devido ao empate de cinco posições, seis foram HouseGuests "Marcado para eliminação."
- ↑Nota 3 :Os resultados percentuais não foram revelados durante a apresentação ao vivo.
- ↑Nota 4 :Houve um empate de três vias entre Cassandra, Eddie, e Curtis. Como resultado, eles foram "Marcado para eliminação.
- ↑Nota 5 :Curtis, Eddie, e Jamie recebeu dois votos cada nomeação. Como resultado, eles eram "Marcado para eliminação", juntamente com George.
- ↑Nota 6 :No dia 81, Cassandra visitou o HouseGuests restantes para uma discussão. Houve um empate entre os quatro HouseGuests que todos eram "Marcado para eliminação."
- ↑Nota 7 :Os telespectadores votaram para quem vencer, e não banir (eliminar).